# EndeavourOS
EndeavourOS是一个基于Arch Linux的Linux 发行版，采用滚动发行计划，是 2019 年终止开发的Antergos的继任者。它与 Antergos 一样，有图形化的 Calamares 安装程序，能够安装Xfce 、 Budgie 、 Cinnamon 、 Deepin 、 GNOME 、 i3 、 KDE Plasma 5 、 LXQt和MATE 。 自 01-2024 版本以来，缺省桌面为 KDE Plasma 而不是 Xfce，用户无需互联网即可安装 KDE Plasma。
分支项目 EndeavourOS ARM 于 2020 年 9 月发布。

## 开发过程
当Antergos项目于2019年5月21日结束时，Antergos论坛的版主Bryan Poerwoatmodjo提出了在一个新论坛上继续运营社区的想法。这个想法在社区内得到了很多支持，一天之内，Johannes Kamprad、Fernando Omiechuk Frozi 和 Manuel 加入了Bryan的计划。
当时Fernando Omiechuk Frozi已经创建了一个Antergos衍生发行版，名为 Portergos，只能通过离线安装程序安装基于 Xfce 的桌面环境。
项目最初的计划是使用 Antergos 网络安装程序 Cnchi，提供了九个桌面环境和一个基本安装可供用户选择，但由于技术上的困难，团队决定开发初期先使用基于 Portergos 的离线安装程序，并计划推出在开发后期再推出网络安装程序。
一周内，团队向社区展示了该计划，并开始开发发行版、网站和论坛服务。
当团队无法成功使 Antergos 安装程序 Cnchi 工作时，他们不得不寻找提供相同的便利GUI的替代品，最终使用 Calamares，因为它也支持网络安装程序。该团队提出了一个计划，保持软件源的较小规模以打造一个易于维护的发行版，并通过GUI安装程序的便利性提供接近 Arch Linux 的体验。该计划在软件源中排除了 Pamac，它是 Arch Linux 的包管理器 Pacman 的流行 GUI 前端。

## 首个版本
2019 年 7 月 15 日，EndeavourOS 发布了他们的第一个 ISO。 团队预料到Antergos社区的大部分人会关注他们，但响应和加入的社区成员数量超出了他们的预期。社区不仅对第一个版本的接受度很高，而且一些博主和视频博主甚至在发布后不久就给予了非常积极的评价。